# Tre Ville
Tre Ville és una comune (municipalitat) en la Província de Trentino de la regió italiana de Trentino - Alto Adige.
Es va crear l'1 de gener 2016 amb la fusió de les municipalitats de Montagne, Preore i Ragoli. Actualment té una població de 1419 habitants.